# Molitorisz Adolf
Molitorisz Adolf (Molnay; Szarvas, 1801. október 22. − 1855. augusztus 5.) pedagógus, főgimnáziumi tanár, igazgató.

## Élete
Pedagóguscsaládban született. Nagyapja, Molitorisz János (1740–1787) iskolai rektor a Nógrád megyei Palojtáról költözött Szarvasra. Édesapja, Molitorisz Gábor (1771–1837) tanító volt Kiscsalomján, majd apja halála után Szarvason. Édesanyja nemes Hoitsy Zsuzsanna (1770–1840) volt.
A mezőberényi gimnáziumban, majd pedig 1816–1817-ben a selmecbányai gimnáziumban tanult. 1818-1823 között bölcsészetet és teológiát tanult a Pozsonyi Evangélikus Líceumban. Marcaliban a Sztranyovszky családnál és más családoknál vállalt házi tanítást. 1825–1826-ban a bécsi hittudományi intézetben teológiát és filológiát tanult. Eközben a Kubinyi, majd a Glatz családnál nevelősködött. Az 1828/29-es tanévben a békési evangélikus egyházmegye tanárul hívta a mezőberényi tanintézetbe rendes tanárnak. Az intézetet 1834-ben Szarvasra helyezték át, s ő a gimnáziummal együtt átköltözött. A szarvasi evangélikus gimnázium igazgatója volt 1834–1836, 1841-1842 között és 1851-ben. Kolerában hunyt el.
Felesége Jäger Zsuzsanna (?-1843), majd Juhász Ernesztina (1820-1891) volt.

## Művei
- 1839 A nagy kirgisz-csorda. Athenaeum
- 1841 Növényország Délamerikában. Athenaeum
- 1843 Jurisics Miklós levele 1532-ben Ferdinand királyhoz Kőszeg védelmezéséről. Athenaeum
- É.n. Geographiai kézikönyv, vagy mathematikai, phyzikai, kiváltképen pedig politikai földleirás, mellyet maga tanulóinak számára készített. 1. rész. Európa. Pest
- 1847 Syntaxis latina. Pars 1. Quam in usum discipulorum suorum conscripsit. Szarvasini
- 1848 Számtani példatár I-IV. Pest